# مركز محمد بن سلمان لعلوم وتقنيات المستقبل
مركز محمد بن سلمان لعلوم وتقنيات المستقبل هو مبادرة سعودية جرى التوقيع عليها في 14 فبراير 2020 بين جامعة طوكيو ومركز المبادرات في مؤسسة محمد بن سلمان "مسك الخيرية"، ويقع مقر المركز في جامعة طوكيو.

## الاختصاص
يهدف المركز لدعم الابتكار في البحوث العلمية والتطوير التقني بين السعودية واليابان في البيانات الكبيرة والأمن السيبراني، والطاقة المتجددة وكفاءة الطاقة، وتقنيات الميكاترونيكس والروبوت بالإضافة إلى العلوم الطبية والحيوية وغيرها من المجالات الحيوية والمهمة. كما يدعم المركز قبول الطلبة السعوديين المبتعثين في البرامج الأكاديمية والبحثية بجامعة طوكيو.